# Міллі Д'Аббраччо
Міллі Д'Аббраччо (італ. Milly D'Abbraccio, при народженні Емілія Куччіньєлло, італ. Emilia Cucciniello; нар. 3 листопада 1964, Авелліно, Італія) — італійська порноакторка та політична діячка.

## Біографія
Після перемоги в конкурсі Міс Підліток Італія в 1978 році почала працювати на телебаченні в передачах Galassia 2 і Vedette. Крім того, працювала в кіно і театрі, проте після вирішила прийняти пропозицію Ріккардо Скіккі про контракт з порностудією Diva Futura, заснованою Скіккі спільно з Чиччоліною. Після кількох порнофільмів відкрила власну порностудію. 
Сестра Маріанжела Д'Аббраччо — італійська театральна і кіноакторка. 
На парламентських виборах 2008 року Міллі Д'Аббраччо висувалася від Соціалістичної партії Італії по X муніципалітету, проте не пройшла.

## Фільмографія
- Vediamoci chiaro (1984)
- Meglio baciare un cobra (1986)
- Il lupo di mare (1987)
- La trasgressione (1988)
- Intrigo d'amore (1988)
- College (1989) Miniserie TV
- Amore, non uccidermi (1990)
- L'ultimo innocente (1992)
- Vedo nudo (1993)
- Taboo di una moglie perversa ovvero Molly P.R. porca e scatenata (1993)
- Animalità... strane sensazioni (1994)
- Milly: Fine, Crazy and Fancy (1995) (V)
- Doppio contatto anale (1995) (V)
- Milly: Photo Live (1996) (V)
- Una famiglia per pene (1996)
- C'era una volta il... bordello (1997) (V)
- Paolina Borghese ninfomane imperiale (1998) (V)
- La moglie bugiarda (1998)
- Anaxtasia — La principessa stuprata (1999) (V)
- Sex Animals (2000)
- La professoressa di lingue (2001) (V)
- L'avvocata del diavolo (2002) (V)
- L'onorevole (2002) (V)
- L'educatrice (2005)